# Pittura napoletana

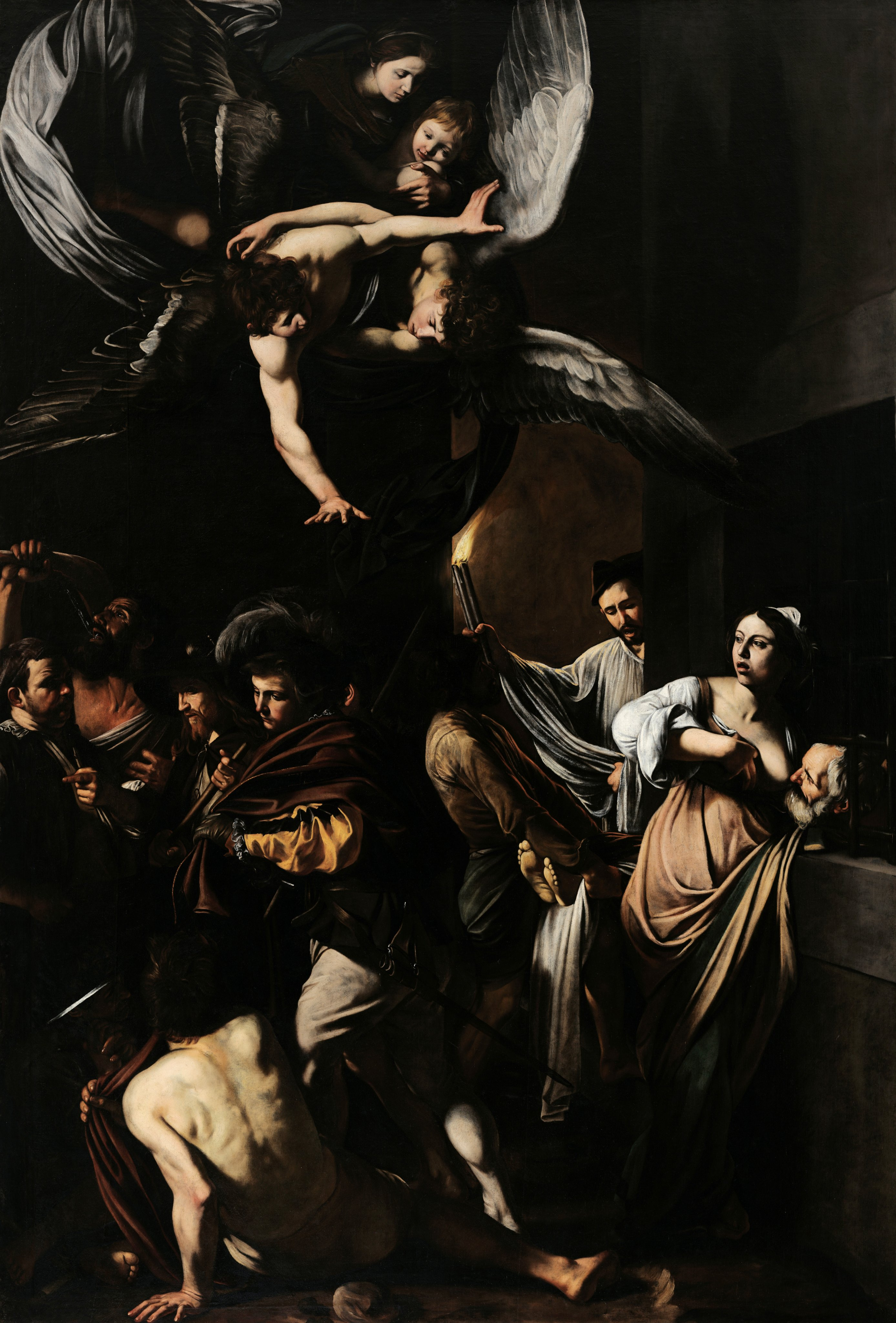
Le Sette opere di Misericordia di Caravaggio (1606-1607, Pio Monte della Misericordia di Napoli). Il passaggio del Merisi in città fu determinante per lo sviluppo della pittura napoletana.

La pittura napoletana abbraccia un arco di tempo che va dal XVI secolo alla prima metà del XX secolo, pur avendo come centro la città di Napoli essa ha influenzato l'arte pittorica di tutto il sud Italia.
Tra le principali città d'arte europee, Napoli può vantare una lunga tradizione artistica sebbene non si sia potuta riscontrare una vera e propria scuola pittorica continuativa nei secoli e nota sul piano europeo.
Tuttavia importanti e numerose correnti artistiche si sono affermate nel corso dei secoli nella città partenopea grazie al suo cosmopolitismo, che l'ha portata a contatto prima con la pittura senese e poi a quella emiliana, alla presenza di sovrani illuminati come Roberto d'Angiò e Carlo di Borbone e grazie anche al passaggio in città di Caravaggio, il cui arrivo, avvenuto nel XVII secolo, fu determinante per la nascita della pittura napoletana strettamente intesa con la conseguente fioritura in città di un cospicuo numero di seguaci che contribuirono considerevolmente alla nascita della corrente del caravaggismo.
Nel corso del XIX secolo la pittura napoletana assunse una maggiore consapevolezza individuale grazie all'Accademia di Belle Arti che formò un importante numero di artisti, dei quali, una parte di questi, costituì la cosiddetta scuola di Posillipo, all'avanguardia nella pittura di paesaggio.

## Dall'epoca antica al medioevo
Ancor prima della formazione del Regno di Napoli, la città ha potuto contare su una vasta tradizione artistica, sebbene abbia lasciato scarse tracce storiche. Sono alquanto misere le informazioni sull'arte di Napoli arcaica e greca, mentre per quanto riguarda il periodo romano, oltre alle informazioni derivanti dall'arte paleocristiana, i ritrovamenti archeologici di Pompei hanno fatto intuire che il rosso pompeiano fosse molto in voga tra le città del golfo. In più, sono state riscontrate varie tracce di interdipendenza sannita (come è anche dimostrato dai ritrovamenti archeologici della necropoli di Castel Capuano).
L'epoca paleocristiana conserva pochissime testimonianze, forse la più importante delle quali sono i mosaici della cupola e del tamburo del Battistero di San Giovanni in Fonte, del V secolo, di grande splendore coloristico, con una grande Croce contornato dal monogramma di Cristo e da un cielo trapunto di stelle e, al di sotto, spicchi con la Traditio legis, La samaritana e le nozze di Cana, La pesca miracolosa o Pietro che cammina sulle acque e Le pie donne al sepolcro. In questi mosaici si possono distinguere due artisti locali: uno che mostra una tendenza più classicheggiante, più plastica, ma con acceso colorismo, che opera nelle cuffie della cupola, e l'altro che opera con un fare orientaleggiante, più pittorico e fuso, delicato e ricco di vibrazioni luministiche, riconoscibile nelle scene degli spicchi e nelle figure togate. Accanto a queste opere rimane soltanto la pittura a mosaico e ad affresco che è ancora conservata nelle catacombe, come quella più importante di San Gennaro, attestata fino almeno al X secolo. Dalle più antiche raffigurazioni del II - III secolo, le attestazioni più importanti, a mosaico, sono quelle nella cripta dei vescovi all'interno delle Catacombe di San Gennaro, risalenti allo stesso V secolo, il cui stile richiama quello dei mosaici del Battistero di San Giovanni in Fonte, sebbene mancanti o splendore coloristico dei modelli.
Nel caso del periodo bizantino, si evidenzia la mancanza di opere, eccettuati alcuni mosaici nelle catacombe napoletane. Nonostante ciò, gli studiosi sono concordi nell'affermare che Napoli in quel periodo conservasse un carattere greco ed un gusto prettamente "orientalizzante".
Anche in epoca longobarda non numerosi sono gli esempi di pittura rimasti in città: modesta è la fattura di alcuni affreschi dell'VIII - IX secolo nelle catacombe di San Gennaro e scarse sono le testimonianze di una produzione di codici miniati greci e latini che invece dovette essere fiorente, stando a quanto tramandano le fonti. Un'eccezione è rappresentata da un codice virgiliano con l'Eneide oggi conservato alla Biblioteca Nazionale. Databile tra IX e X secolo, presenta vivaci miniature dalla esecuzione rapida, che uniscono la cultura tardoantica a richiami a quella altomedievale beneventano-cassinese.
Per quanto riguarda l'età normanno sveva, di grande importanza per la sua rarità è l'affresco frammentario con la Deesis del Salvatore rinvenuto nell'abside della Basilica di Santa Restituta, databile tra XI e XII secolo. L'affresco è opera di un artista o di una bottega di una cultura pittorica bizantina di grande raffinatezza, ideatrice anche dell'inconsueta alternanza tra superfici affrescate e tavole dipinte infisse nel muro, utilizzate per le teste. Dell'opera sopravvive, piuttosto leggibile, un angelo in alto a sinistra, il Cristo in trono racchiuso in una mandorla, purtroppo molto abraso (ma con la testa dipinta su tavola), sormontato dai Simboli degli Evangelisti nei peducci soprastanti, e contornato da Angeli in Gloria, un'integrazione del XVI secolo che dovrebbe però riprendere la composizione originaria. Gli affreschi sono anche una testimonianza dei legami della produzione artistica napoletana con quella siciliana, dalla quale discendono anche in quest'opera diversi elementi stilistici.

## Il periodo angioino, 1266-1442
L'arte napoletana, e soprattutto la pittura, ebbero un importante impulso sotto il regno della casata angioina, già con Carlo I che rende Napoli capitale del regno, e con Carlo II, e poi soprattutto con la salita al trono da parte di Roberto d'Angiò nel 1309, quando si iniziano ad attirare in città artisti già noti agli ambienti toscani e romani e più tardi illustri personalità della pittura fiamminga. Gli angioini vollero fare di Napoli non solo una capitale, ma soprattutto un centro di cultura internazionale dove, oltre a mercanti e banchieri, affluivano in città poeti, compositori ed artisti, sia scultori che pittori.
Una delle prime attestazioni pittoriche del periodo è il Crocifisso tra la Vergine San Giovanni del Cappellone del Crocifisso della Basilica di San Domenico maggiore (ora nel convento), che secondo la tradizione parlò a San Tommaso d'Aquino. Opera di grande eleganza disegnativa e compositiva di un ignoto pittore e databile al terzo quarto del XIII secolo, forse all'inizio dell'ottavo decennio, presenta caratteri un bizantinismo locale influenzato da esempi siciliani.
Pressoché contemporanea, seppur forse realizzata in due momenti distinti, è la tavola con San Domenico con devoti e Storie della sua vita, attribuita a Giovanni da Taranto e composta dalla tavola centrale, di impostazione e stile ancora bizantini, databile al tardo Duecento, e dalle due tavole laterali, probabilmente aggiunte successivamente, dalla fattura più sciolta e goticheggiante e memore degli affreschi giotteschi di Assisi.
L'ambiente artistico napoletano, sotto l'impulso della Corte, venne ad aprirsi sempre di più alle novità pittoriche toscane e romane, a scapito della cultura artistica francese. Inoltre la

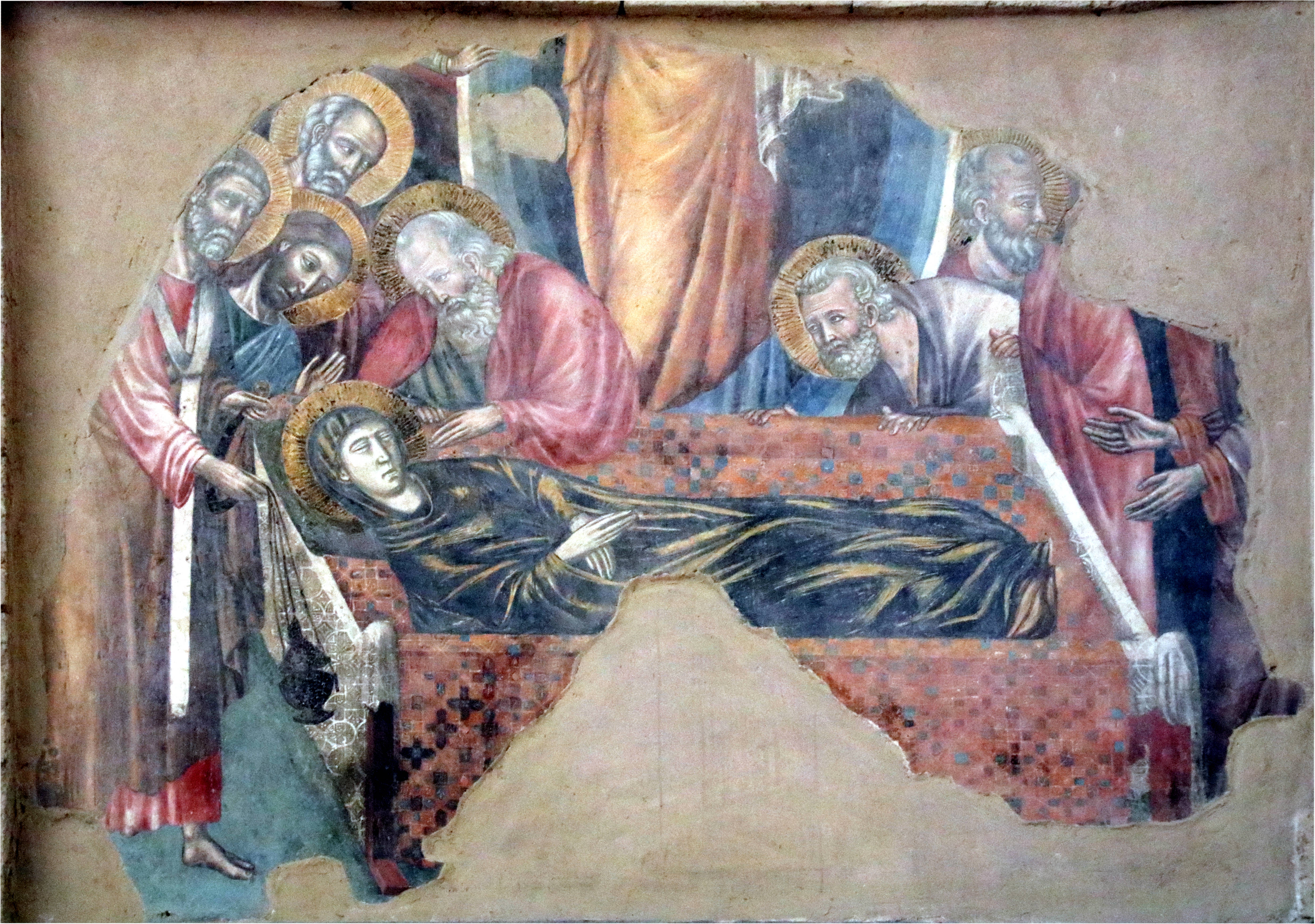
Montano d'Arezzo, Dormitio Virginis, Napoli, San Lorenzo Maggiore

presenza di maestri centroitaliani diffonde, tra la fine del XIII secolo e l'inizio del XIV, la conoscenza dell'opera assisiate di Cimabue e di Giotto. Il più importante di essi, Montano d'Arezzo, fu uno dei primi, se non il primo, ad esportare le straordinarie novità pittoriche tosco-umbre. Il pittore è documentato in città nei primi anni del Trecento, fino al 1311, nel 1305 per affreschi perduti in due cappelle in Castel Nuovo, nel 1308 per un Crocifisso donato dal re Roberto d'Angiò ad una chiesa di Aversa, e nel 1310 per la decorazione ad affresco di una cappella Santuario di Montevergine patrocinata dal principe Filippo d'Angiò, attività della quale, perduti gli affreschi, rimane la tavola con la Maestà attribuita a Montano con buona probabilità, seppur non documentata. Al pittore sono assegnati con una certa sicurezza gli affreschi della Cappella Minutolo in Duomo, e quelli con Storie mariane nel transetto destro di San Lorenzo maggiore, in cui si mostra a conoscenza dell'opera di Cimabue (acquisita certamente in patria) e di quella di Cavallini, acquisita in un probabile passaggio da Roma, mentre è più incerto se si sia recato, come del resto tanti pittori toscani e umbri, anche ad Assisi.

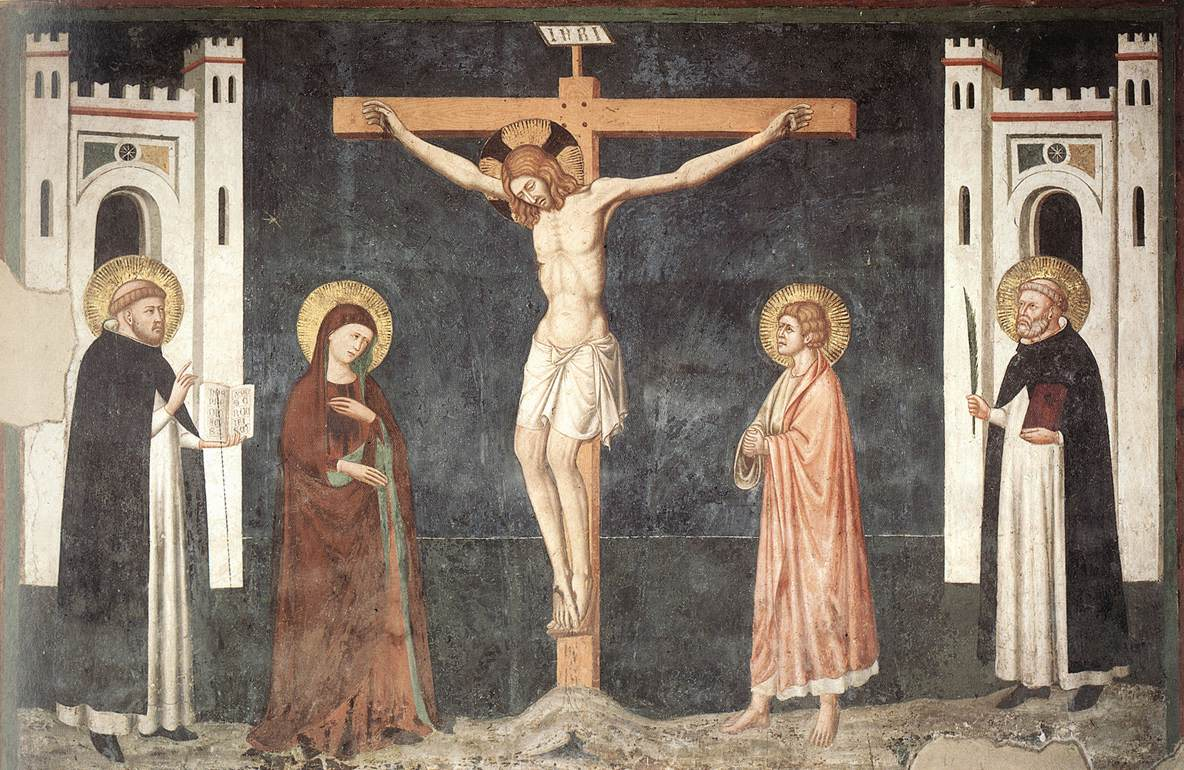
Pietro Cavallini, Crocifissione, affresco, San Domenico Maggiore, Cappella Brancaccio.

Nel 1308 è documentato in città Pietro Cavallini chiamato da Carlo II che gli fornisce casa e pensione e che riceverà benefici anche dal figlio Roberto. Il pittore romano eseguì gli affreschi nella Cappella Brancaccio nella chiesa di San Domenico Maggiore, databili al 1308-1309 circa, su commissione dell'importante cardinale napoletano Landolfo Brancaccio, che ebbe stretti legami con la casa regnante. Gli affreschi recano in città le novità stilistiche del linguaggio che si era sviluppato tra Assisi, Firenze e Roma: un nuovo senso dello spazio, del volume delle figure, e soprattutto una umanizzazione di esse visibile anche nell’espressività dei volti. Per Il Cardinale Landolfo il Cavallini miniò anche, tra il primo e il secondo decennio, un'importante Bibbia, anch'essa ricca di novità stilistiche. Al pittore romano è stato attribuito anche il ciclo di affreschi della Cappella di Sant'Aspreno in Duomo che aiuta a comprendere come il suo stile si evolva in direzione di un senso dello spazio più moderno e veridico, in un confronto sempre più ravvicinato con Giotto. Nel Coro delle Monache di Santa Maria Donnaregina Vecchia è presente un complesso di affreschi di questo periodo molto dibattuti per attribuzione ed esatta datazione, tradizionalmente riferiti a Cavallini, anche da buona parte della critica, ma attribuiti più recentemente anche a Filippo Rusuti o probabilmente frutto della progettazione dello stesso Cavallini, ma realizzata negli anni a seguire da suoi collaboratori. Questi lavori, la loro qualità, l'attività in città di suoi seguaci come Lello da Orvieto, danno testimonianza del ruolo centrale dell'artista per la civiltà figurativa meridionale del Trecento prima dell'arrivo di Giotto.

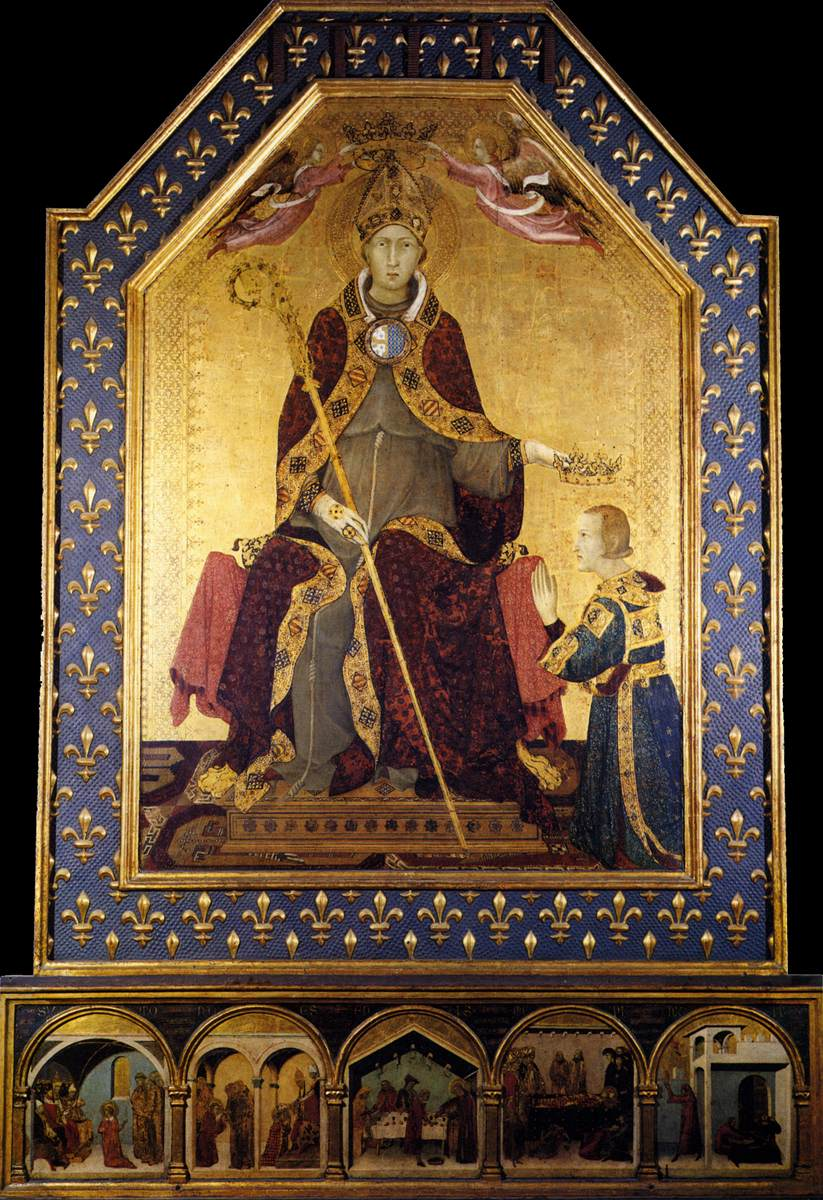
Simone Martini, San Ludovico di Tolosa che incorona il fratello Roberto d'Angiò, Napoli, Museo Nazionale di Capodimonte

Grande importanza ha avuto anche la presenza di Simone Martini, chiamato a Napoli dal re Roberto nel luglio 1317 per eseguire una tavola con San Ludovico di Tolosa che incorona il fratello Roberto d'Angiò, canonizzato in quell'anno. Il dipinto, oggi a Capodimonte, è di particolare importanza sia per il contenuto celebrativo, del fratello ma anche del re e della dinastia tutta, sia per il soggetto, trattandosi infatti del primo dipinto ad aver ritratto una persona ancora in vita. La tavola, di dimensioni monumentali nonostante la mancanza dei pilastrini, delle cuspidi e di una seconda tavola posta in alto, evoca l’effetto abbagliante di un’opera in metallo prezioso, anche per l'uso di numerosi ornamenti aurei, del vetro églomisé finemente decorato che ferma il piviale, delle perle e placche smaltate nella mitra, delle pietre preziose che dovevano ornare i bordi delle vesti, e dell’argento in foglia (Causa, pp. 33–38)e dimostra la sua padronanza tecnica della pittura a tempera su tavola, ma anche di tecniche adattate da altri ambiti, soprattutto dall'oreficeria. In questo contesto di sfolgorio prezioso e di squisita eleganza, data anche dal disegno raffinatissimo dei contorni mossi dei panneggi e delle figure, la scena appare a una prima occhiata di una fredda astrattezza, anche per la fissità ed immobilità del santo protagonista, ma in realtà è perfettamente rispondente, nella sua astratta e nobile lontananza, ai propositi celebrativi e simbolici che doveva soddisfare. Simone porta a Napoli dunque un elegante e raffinatissimo goticismo, forse il più internazionale che ci potesse essere in Italia, tutto sommato congeniale alla cultura gotica francese ancora presente in città.
Il nome di Lello da Orvieto è un caso molto discusso dell'arte napoletana del Trecento: Così come è stato ipotizzato negli studi del tardo Novecento, il pittore sarebbe arrivato in città forse nel 1314, e, al di là se fosse di Urbevetere (Orvieto) o dell'Urbe, si mostra un pittore di cultura romana, e cavalliniana: il dipinto murale con l'Albero di Jesse nella cappella degli Illustrissimi, già di S. Paolo, in Duomo, gli è stato attribuito quale prima opera esistente realizzata in città ed è stato ipotizzata una commissione dell'arcivescovo Umberto d'Ormont avvenuta tra il 1314 (conclusione dei lavori di ampliamento della chiesa) e il 1320 (data di morte del prelato). Il mosaico con la Madonna tra i Santi Gennaro e Restituta nella Basilica di Santa Restituta in Duomo, firmato e datato 1322 (più recentemente letto 1313), mostra anch'esso una chiara cultura romana, nella composizione a tre sole figure, nella sapiente costruzione prospettica, anche del trono di salda costruzione spaziale, anche se il mosaico romano rivela un più accentuato preziosismo. Un altro affresco a lui attribuito nell'ex refettorio del convento di Santa Chiara, del 1340 circa, mostra una conoscenza delle novità dell'arte giottesca che nel frattempo era apparsa in città. La figura di Lello, seppur incerta nella sua fisionomia, mostra la penetrazione ed il perdurare della cultura artistica dell'urbe a Napoli.
Appena undici anni dopo l'arrivo di Simone Martini, il re Roberto il Saggio, terminata la costruzione della Basilica di Santa Chiara, nel 1328 decide di cercare a Firenze un pittore al fine di decorare le pareti della nuova chiesa. La scelta cadde su Giotto, che molto aveva lavorato per i francescani e che risiedette in città fino al 1333. Delle opere del maestro in chiesa, perdute tra XVII e XVIII secolo, affreschi con un'Apocalisse e con Storie del Vecchio e del Nuovo Testamento, sopravvivono solo dei frammenti venuti alla luce nel Coro delle monache dopo i bombardamenti del 1943, che riguardano però un Compianto sul Cristo deposto, di grande respiro spaziale, sapiente uso della luce a fini volumetrici, morbidezza pittorica ed intensità drammatica. Attribuiti al maestro sono anche i frammenti decorativi negli sguanci dei finestroni della navata centrale, illusionistiche partiture architettoniche tipiche della ricerca spaziale giottesca. Giotto e la sua bottega lavorarono anche negli ambienti interni del Maschio Angioino, sia nella Sala Grande con un ciclo di Uomini illustri (completamente perduti), che nella Cappella Palatina o Maggiore, decorazioni ammirate già nel Trecento sia da Petrarca che da Boccaccio e realizzate tra 1329 e 1333. Nella cappella vi erano Storie del Vecchio e del Nuovo Testamento, distrutto già nel 1470, di cui rimangono solo le fasce decorative lungo gli strombi di sette degli otto originari finestroni di tipo geometrico, vegetale e a festoni entro i quali sono clipei circolari o polilobati recanti busti o stemmi. Una complessità e coerenza progettuale dell'apparato decorativo nelle quali si è vista la presenza di Giotto stesso, anche in fase esecutiva, sebbene la marginalità di queste decorazioni faccia propendere all'esecuzione da parte della bottega, dove si è ipotizzata anche la collaborazione di Maso di Banco. Nonostante di questi lavori oggi rimanga ben poco, resta comunque fondamentale il passaggio del maestro toscano a Napoli in quanto col suo arrivo s'istituì il primo filone di seguaci che potesse dar vita a una scuola locale.
Roberto d'Oderisio fu il più importante tra i pittori che si formarono guardando e studiando i grandi cantieri pittorici di Giotto e della sua bottega a Napoli. La sua formazione è stata collocata proprio in quel contesto e in quegli anni, che permise all'artista di impadronirsi di un linguaggio di verità spaziale e corporea, quest'ultima ottenuta grazie ad un sapiente contrasto tra luce ed ombra. Più tardi, tra anni cinquanta e settanta, si uniscono elementi che rimandano agli sviluppi più aggiornati della pittura fiorentina e senese, mentre l'esito più compiuto e maturo della sua arte si ha negli affreschi dalla prima campata della chiesa dell'Incoronata, databili tra gli anni settanta ed ottanta, in cui accanto ad una ripresa di modelli giotteschi nelle Storie dell'Antico Testamento, si ha, nelle vele con i Sacramenti e l’Ecclesia, un'interpretazione più originale, vivace e spigliata, di iconografie codificate, secondo uno spirito già tardogotico che trova consonanze con l'opera avignonese di Matteo Giovannetti (è ipotizzato infatti un suo soggiorno ad Avignone) anche per l'ambientazione 'urbana', con uno sfondo di edifici, e per la ricchezza di dettagli.
Giovanna I, regnante in modo indipendente dal 1362, promuove l'arrivo e l'opera a Napoli di altri artisti toscani, quali il senese Andrea Vanni ed il fiorentino Niccolò di Tommaso, cercando di resuscitare in città la grande stagione artistica che si era avuta nel primo Trecento con Simone Martini e Giotto. Il primo soggiornò una prima volta a Napoli nel 1365-66, momento nel quale lavorò all'importante cantiere del Castello del Balzo a Casaluce, per la cappella del quale dipinse intorno al 1365 un polittico, di cui rimangono soltanto due pannelli con San Francesco (Altenburg, Staatliche Lindenau-Museum) e San Giacomo (Napoli, Museo Nazionale di Capodimonte), ed una seconda volta nel 1383-85. Il pittore propose una pittura ormai troppo ancorata ai modelli senesi del primo Trecento, in particolare a quelli di Simone Martini, di cui dà una versione un po' schematica ed astratta.
Niccolò di Tommaso, fiorentino, fu a Napoli forse una prima volta nel 1371, poiché il trittico con Sant'Antonio abate in trono tra angeli, San Francesco e Pietro e Giovanni Evangelista e Ludovico di Tolosa, già nella chiesa di Sant'Antonio Abate a Foria e ora al Museo Nazionale di Capodimonte, è firmata e datata 1371 (ma potrebbe essere stato spedito da Firenze). Più sicuro è il secondo soggiorno, tra 1373 e 1374, quando probabilmente dipinse l’affresco con Celestino V in trono fra santi e donatori, e gli altri affreschi con Storie di San Guglielmo di Gellone, Storie di Sant'Antonio abate e Storie della vita di Cristo (queste ultime attribuite a suoi collaboratori), già nella chiesa del castello Del Balzo a Casaluce ed ora in parte nella Cappella Palatina di Castelnuovo. Il pittore portò a Napoli con queste opere un linguaggio pittorico neogiottesco, fondato sulla lezione di plasticismo di Maso di Banco, dell'Orcagna e dei suoi fratelli Jacopo e Nardo di Cione, ma vivificato tuttavia dall'esempio della spigliata vena narrativa realistica di Giovanni da Milano e capace anche di indulgere al favoloso e al cavalleresco.

## Quattro e Cinquecento

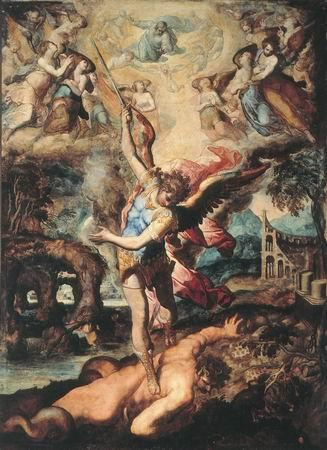
Marco da Siena, San Michele Arcangelo (1573). Chiesa di Sant'Angelo a Nilo, Napoli.

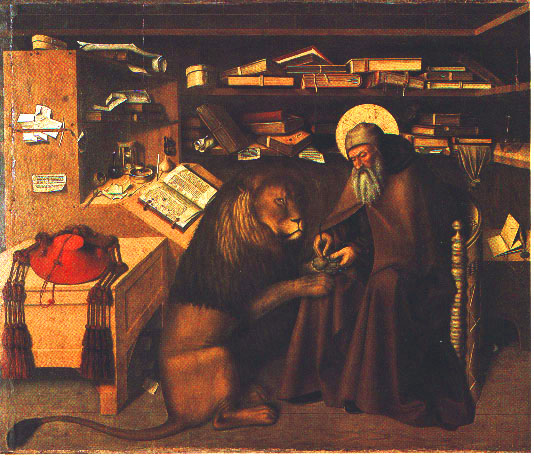
Colantonio, San Girolamo nello studio (1444)

Nel primo Quattrocento, sotto la guida di Renato d'Angiò, Napoli fu il principale centro della arte fiamminga in Italia e nell'Europa meridionale con importanti seguiti che introdussero nuove tecniche nella pittura di tutta Italia; i più importanti sono Colantonio, allievo di Barthélemy d'Eyck e maestro di Antonello da Messina, il quale eseguì a Napoli diverse opere tra cui: Consegna della regola francescana e San Girolamo nello studio.
Con l'avvento del regno di Alfonso V d'Aragona l'afflusso di pittori in città avuto nel secolo precedente cessò bruscamente. Fu questo il periodo della conquista di Napoli da parte degli aragonesi a discapito degli angioini. Simbolo di questa presa militare fu quindi l'esecuzione dell'arco trionfale del Castel Nuovo e con essa, negli anni successivi, la pittura fece posto alla scultura e all'architettura.
Durante il periodo del viceregno, l'arte pittorica della capitale non riuscì ancora a decollare. Ciò fu dovuto sostanzialmente al fatto che le politiche adottate dai sovrani furono incentrate per lo più a finanziare le guerre in corso sulla scena europea. Inoltre, la città viveva anni di forti mutamenti urbanistici che avrebbero modificato definitivamente l'assetto e la conformazione futura.
Tuttavia, vi furono comunque artisti degni di nota che arrivarono in città, ancora una volta di stampo toscano. Su tutti, si registrano Giorgio Vasari e Marco da Siena. Il primo operò a Napoli tra il 1544 e il 1545 eseguendo i lavori presso la sacrestia vecchia del complesso di Monteoliveto e diverse tele custodite nelle chiesa di San Giovanni a Carbonara, come la Crocifissione. Il secondo invece si trasferì a Napoli nel 1557 per restarci fino alla morte. Lavorò presso la chiesa dei Santi Severino e Sossio, dove operò tra gli altri anche Antonio Solario, e in altri edifici di culto per i quali compose diverse opere, tra le quali: Arcangelo Michele e l'Adorazione dei magi. L'arrivo del maestro senese in città sarà un fattore importante per la pittura locale in quanto, dalla sua bottega, uscirà il maggior pittore tardo-manierista napoletano: Fabrizio Santafede.
Il Santafede, a sua volta, fu negli anni successivi maestro per altri pittori che si affacciarono alla nuova Napoli artistica che stava per nascere, come Giovanni Bernardino Azzolino, Luigi Rodriguez e soprattutto Massimo Stanzione. L'attività di Santafede e di altri pittori attivi sulla piazza partenopea a lui coevi (immortalata nel soffitto a cassettoni di Santa Maria la Nova) può essere vista come una sorta di preludio dell'epoca d'oro della pittura napoletana che sarebbe iniziata con l'arrivo in città del Merisi.
Da ricordare nella prima metà del secolo la presenza in città di Andrea Sabatini e Marco Cardisco, che ebbero il merito di diffondere nel Sud lo stile di Raffaello; mentre nella seconda metà si segnalano, oltre ai già citati Pino e Santafede, altri validi interpreti locali del linguaggio manierista come Francesco Curia, Giovanni Bernardo Lama, Girolamo Imparato e l'olandese (ma trapiantato lungamente a Napoli) Teodoro D'Errico.

## Seicento
L'arte napoletana assume una dimensione più forte e radicata solo a partire dal Seicento, quando diversi importanti pittori si fanno eredi della lezione del Caravaggio, che proprio a Napoli tra il 1607 e il 1610 soggiorna a più riprese e sviluppa la sua arte. Questo fu il periodo che portò alla nascita il caravaggismo, che tra le altre cose coincise sostanzialmente con l'arrivo in città di altri maestri della pittura come Guido Reni e Giovanni Lanfranco. Tutti questi elementi furono indispensabili per la nascita, prima, e per lo sviluppo, poi, della pittura napoletana.
Primo fra tutti a seguire le orme del Merisi fu Carlo Sellitto, non a caso oggi definito il primo caravaggesco napoletano: opere di quest'artista d'origini lucane si trovano disseminate in diverse chiese della città nonché in diversi musei nazionali. La sua prematura morte, avvenuta all'età di soli 33 anni, tuttavia privò ben presto Napoli del ritrattista più ricercato tra i membri dell'aristocrazia partenopea. Sebbene il Sellitto fu il primo caravaggista, a essere maggiormente influenzato da Caravaggio fu Battistello Caracciolo, già probabilmente allievo di Belisario Corenzio, importante frescante che eseguì numerosi lavori presso diverse chiese napoletane. Il Caracciolo esprime appieno la grande rivoluzione caravaggesca delle tonalità della luce e dell'uso dell'ombra, abbandonando però gradualmente il realismo del maestro e avvicinandosi a modelli idealizzati classicisti probabilmente in seguito ai viaggi a Roma e Firenze: di lui si possono ammirare gli affreschi nella Certosa di San Martino e numerose tele conservate nelle chiese napoletane e nei musei nazionali, su tutte quella presente nella chiesa del Pio Monte della Misericordia a Napoli raffigurante la Liberazione di san Pietro.
Più o meno parallela a quella del Caracciolo è l'attività di Jusepe de Ribera detto lo "Spagnoletto", nato in Spagna nei pressi di Valencia ma napoletano di adozione. Dopo un soggiorno a Roma, il maestro spagnolo giunse nella città partenopea nel 1616, forse per sfuggire ai creditori o forse chiamato dal viceré poiché la sua fama era già piuttosto diffusa. La sua arte è violentemente realistica, accentuando Caravaggio anche nelle forti ombre in cui sono immersi i personaggi dei suoi quadri (molti dei quali a tema classico, come il Sileno ebbro al Museo di Capodimonte). Solo dopo l'incontro (sempre a Napoli) nel 1630 con Velázquez, la pittura dello Spagnoletto diventa più chiara e colorata, attirando l'attenzione del re di Spagna che gli commissiona delle tele (oggi all'Escorial e al Museo del Prado). A Napoli le tele del Ribera sono pressoché presenti in ogni museo cittadino, mentre le chiese che ospitano suoi lavori sono quella del Gesù Nuovo e la certosa di San Martino. L'arrivo del Ribera in città coincide all'incirca con la chiusura della stagione del Caravaggio. Questo fattore non è da tralasciare perché così si ebbe modo di proseguire la scia artistica intrapresa dal pittore lombardo con un altro maestro di calibro internazionale già noto all'epoca oltre i confini. Prova di ciò fu il fatto che anche lo Spagnoletto ebbe modo di creare un filone di seguaci influenzati e formatisi presso la sua bottega. Fu questo il caso del pittore napoletano più noto su scala mondiale: Luca Giordano.
Il Giordano si annovera tra i più importanti pittori italiani e tra i più prolifici di sempre, avendo all'attivo circa tremila dipinti eseguiti. La sua arte inizia con la scuola riberesca prolungandosi nel tempo fino a superare definitivamente la tradizione del barocco seicentesco, inaugurando così l'arte del secolo successivo con i suoi vivaci colori che riprende dallo studio magistrale della pittura veneta che fece durante un suo soggiorno a Venezia e dall'attento studio altresì di autori del Cinquecento come Raffaello, Annibale Carracci e Michelangelo. Del Giordano si possono ricordare tele e cicli di affreschi di primaria importanza nel contesto artistico nazionale. Gli affreschi nella galleria di Luca Giordano (già galleria degli Specchi) al palazzo Medici Riccardi di Firenze sono tra le opere più note di questo artista, esposto oltre che nei musei e chiese di Napoli anche al Prado di Madrid, alla National Gallery di Londra, al Kunsthistorisches di Vienna, al Louvre di Parigi, agli Uffizi di Firenze e in altre parti d'Italia.

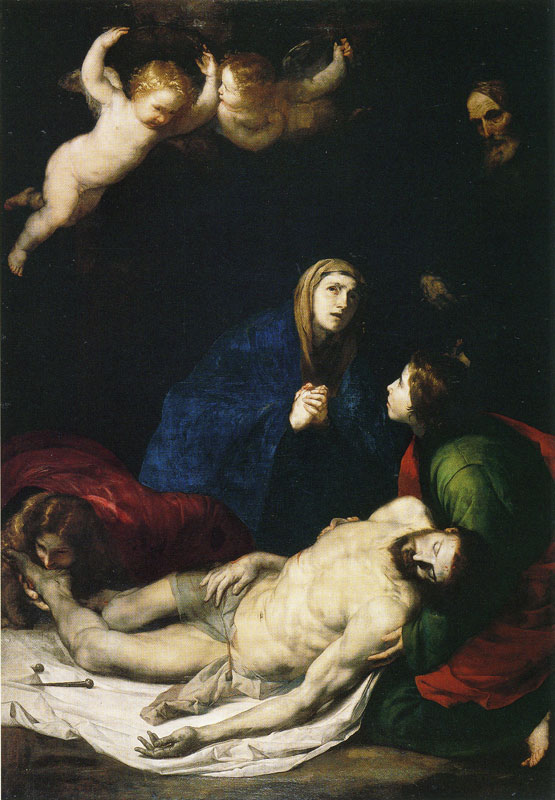
Jusepe de Ribera, Pietà (1637)
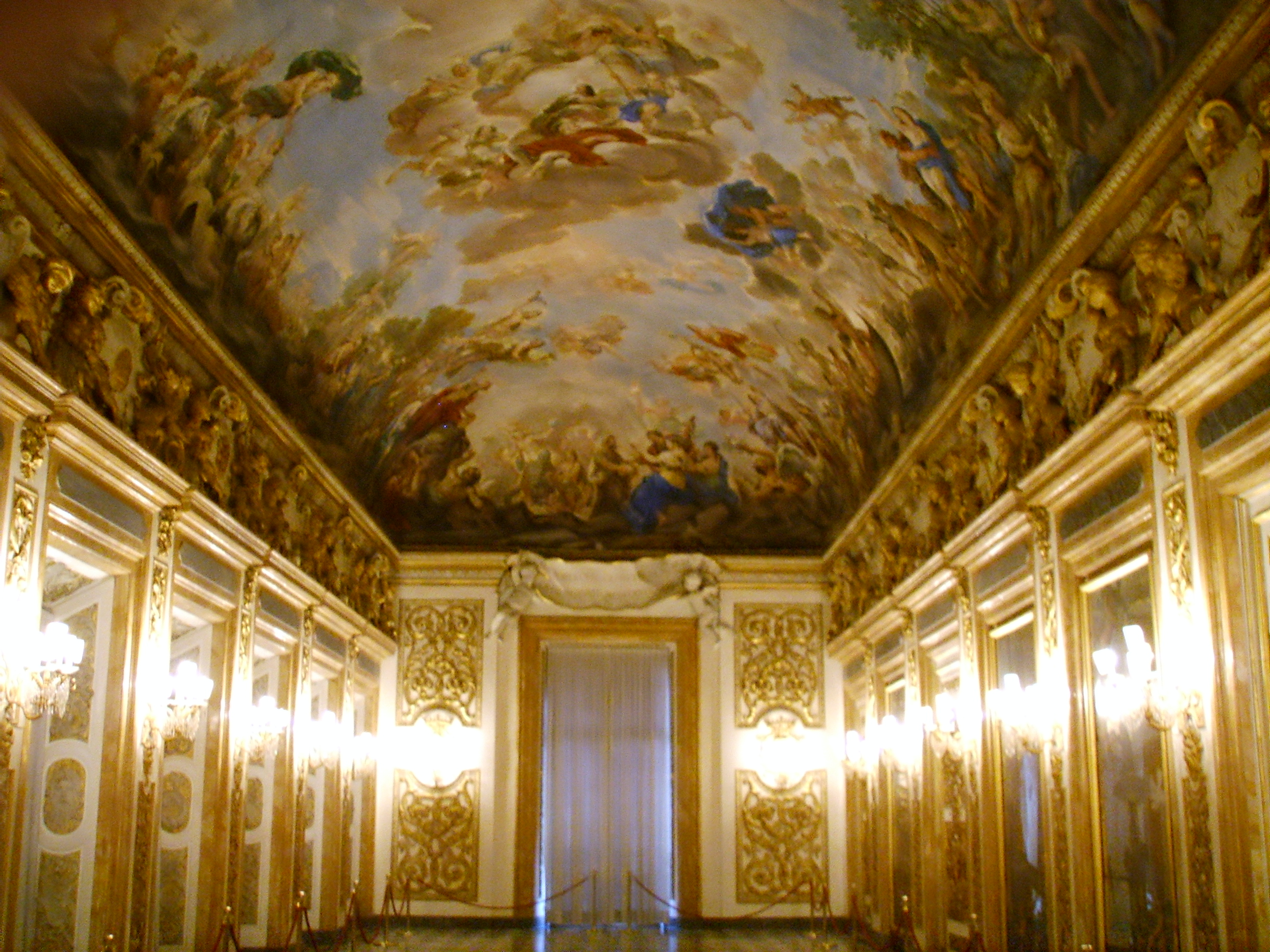
La Galleria di Luca Giordano al palazzo Medici Riccardi di Firenze
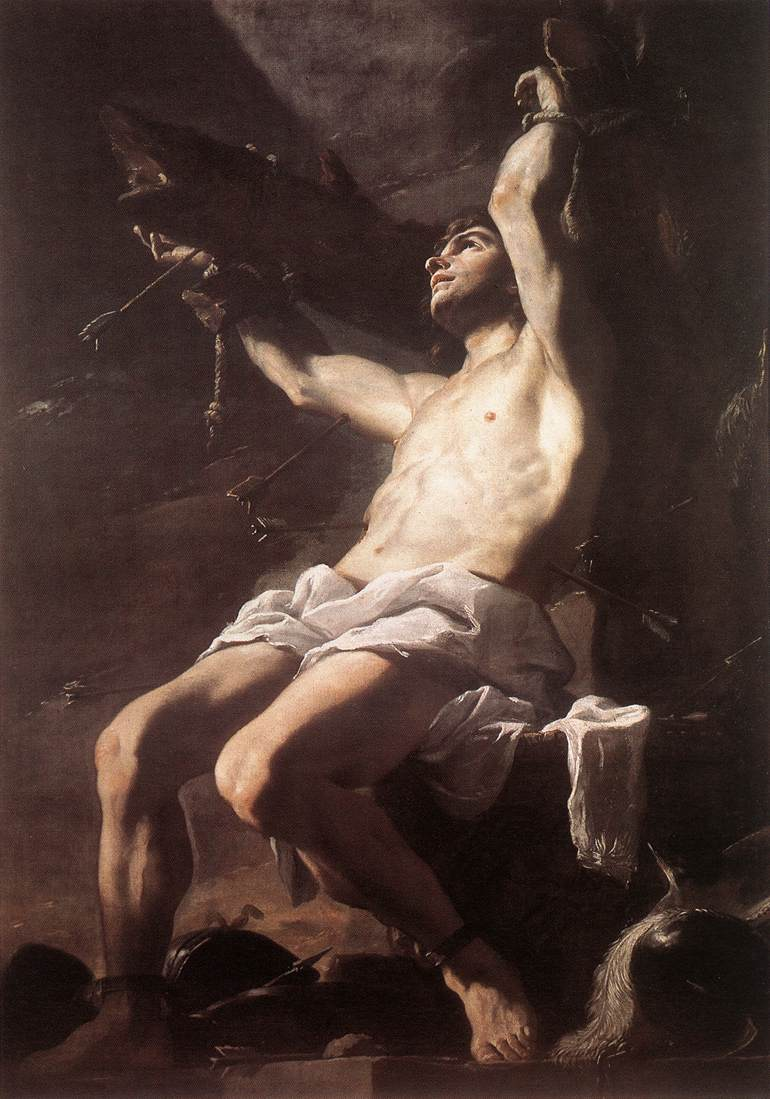
Mattia Preti, San Sebastiano (1657 circa)

Se l'ultima parte del Seicento è ampiamente dominata dalla presenza di Luca Giordano, bisogna dire che contemporaneamente a questi un altro pittore che salì alla ribalta nello stesso periodo fu Mattia Preti. Il Preti, pittore calabrese giunto in città nel 1653, ebbe modo di affrescare con pitture votive sul dopo peste del 1656-1657 tutte e quattro le porte onorarie di Napoli, dei cui lavori oggi permane solo quello su porta San Gennaro. Proprio a Napoli avviene l'incontro con Luca Giordano che risulterà di particolare rilevanza per entrambi in quanto fonte per i due di un interscambio di influenze stilistiche. Del Preti si possono ammirare anche alcune tele presenti a Capodimonte nonché gli affreschi sul soffitto della chiesa di San Pietro a Majella.
Parallelamente al Ribera, al Giordano e al Preti, intanto, Massimo Stanzione, già allievo del Fabrizio Santafede, perfeziona la sua pittura grazie a un viaggio fatto a Roma nel 1617. Fu così che divenne uno dei primi autori napoletani del Seicento a staccarsi dall'impronta del Merisi. Divenne di fatto uno dei più importanti e ricercati affrescatori di Napoli, ricevendo in alcuni casi commissioni anche in Spagna. Egli fu grande amico e collaboratore artistico di un'altra pittrice giunta in quegli anni (1630) a Napoli, vista la fiorente attenzione all'arte che la città stava riversando: Artemisia Gentileschi. Della Gentileschi permangono in città diverse opere eseguite dagli anni trenta del XVII secolo fino alla sua morte, avvenuta nel 1653. Infatti l'artista romana, dalla vita travagliata e ricca di sofferenze, decise di adottare la città partenopea come sua seconda patria, trovando infatti nozze e dando alla luce due figlie in loco. L'arrivo a Napoli della Gentileschi, anch'essa sulla scia del Caravaggio, fu motivo di una importante crescita professionale, trovando infatti commissioni tanto di particolare prestigio quanto con una certa frequenza. Furono questi gli anni delle tre tele per la cattedrale di Pozzuoli: il San Gennaro nell'anfiteatro di Pozzuoli, l'Adorazione dei Magi e il San Procolo e Nicea; dell'Annunciazione di Capodimonte; nonché gli anni delle commissioni spagnole, con la Nascita di san Giovanni Battista, opera questa appartenente a un ciclo di sei commissioni quattro delle quali affidate allo Stanzione, una a Paolo Finoglia e una alla Gentileschi.
Gli autori come Ribera, Giordano, Caracciolo, Stanzione e Preti, accompagnati da altri esponenti che sono stati di passaggio a Napoli nella prima metà del Seicento, come Guido Reni, Domenichino, Giovanni Lanfranco, saranno motivo di grande influenza per le generazioni che seguiranno contribuendo direttamente e indirettamente all'evoluzione della pittura locale. In particolar modo, gli arrivi del Domenichino e del Lanfranco (che stazionarono in città per circa un decennio) furono motivo di respiro per la pittura partenopea, fino ad allora troppo incentrata sulla scuola di Caravaggio e sui suoi seguaci. Dai tre pittori "forestieri", che hanno lasciato in città molte opere tra pitture e cicli di affreschi, ci fu dunque modo di ricevere influssi tipici della pittura emiliana donando in questo modo una maggior dimensione artistica alla appena nata scuola locale. A tutti questi nomi, si affiancano quelli di altri artisti le cui opere sono soventemente esposte in importanti siti italiani e internazionali: Bernardo Cavallino, Aniello Falcone, Salvator Rosa, Micco Spadaro, Andrea De Lione, Filippo Vitale, Andrea Vaccaro, Pacecco De Rosa, Cesare e Francesco Fracanzano, Paolo Finoglio, Giovanni Ricca, Antonio De Bellis, Onofrio Palumbo, Francesco Guarini, Giuseppe Marullo, Andrea Malinconico, Francesco Di Maria, Giacomo Farelli, Domenico Viola e gli specialisti della natura morta Paolo Porpora, Giovan Battista Ruoppolo, Giacomo Recco, Giovan Battista Recco, Giuseppe Recco, Andrea Belvedere, Luca Forte.

## Settecento
Nel Settecento la pittura a Napoli viene dominata essenzialmente da artisti locali che riprendono in qualche modo le ultime pitture di Luca Giordano molto vicine alla scuola veneziana e quindi europea. In particolare fecero da modelli gli affreschi nella certosa di San Martino di Napoli (con il Trionfo di Giuditta) e nel monastero di San Lorenzo del Escorial.
Alle grandi tele di stampo religioso fanno posto i cicli di affreschi di gusto religioso-mitologico. La fioritura in città e negli immediati dintorni di importanti palazzi nobiliari e reali ha inoltre fatto sì che l'attenzione venisse distolta dai soli edifici religiosi partenopei. Uno dei più proficui pittori di corte fu senza dubbio Fedele Fischetti, il quale lavorò a palazzo Cellamare, Fondi, Carafa di Maddaloni, alla reggia di Capodimonte, di Carditello, al Palazzo Reale fino alla reggia di Caserta.
Diversi altri sono gli artisti vissuti in questo secolo, anche se nessuno di questi riuscì comunque a eguagliare i livelli del Giordano e del Ribera. Oltre al nucleo di pittori che ha vissuto a cavallo tra la fine del XVII e gli inizi del XVIII secolo, come Paolo De Matteis, Nicola Malinconico, Giacomo del Pò, Domenico Antonio Vaccaro, Giuseppe Simonelli, Nicola Russo, Giovanni Battista Lama e Andrea d'Aste, numerosi altri furono gli autori locali di medio-alto livello che si formarono e operarono a Napoli per il resto del secolo. Si ricordano Sebastiano Conca, Giuseppe Bonito, Gaspare Traversi, Nicola Maria Rossi, Giuseppe Mastroleo, Lorenzo De Caro, Leonardo Olivieri, Santolo Cirillo, Domenico Mondo, Filippo Falciatore, Jacopo Cestaro, Carlo Amalfi, Paolo De Majo, Francesco Celebrano, Crescenzo Gamba, Francesco Maria Russo, Saverio Persico, Pietro Bardellino, Giacinto Diano, Girolamo Starace-Franchis, Evangelista Schiano, Antonio Sarnelli, Giovanni Sarnelli, Angelo Mozzillo. Tuttavia i maggiori autori che si registrano e che fecero da scuola ad altri artisti furono Francesco Solimena e Francesco De Mura.
L'opera di Francesco Solimena, attento a creare scene coreografiche e ricche di complesse architetture, ebbe una certa risonanza europea. A Napoli vi sono numerosi e notevoli affreschi: quelle sulla Virtù nella sagrestia della basilica di San Paolo Maggiore (1690), il Trionfo della fede sull'eresia ad opera dei Domenicani nella sacrestia di San Domenico Maggiore e le sue pale di santi quali San Francesco rinuncia al sacerdozio in Sant'Anna dei Lombardi e in altri musei e chiese napoletane. Solo dopo la partenza di Luca Giordano e il suo avvicinamento all'Arcadia, la pittura assume nuove sfaccettature in un certo senso più manieristiche ma più vicine al gusto dell'epoca, tra cui La cacciata di Eliodoro dal tempio (1725) nel Gesù Nuovo e soprattutto gli affreschi della Reggia di Caserta su temi più terreni e più laici.
Continuatore di Solimena è Francesco De Mura che si forma nella sua bottega e le cui opere risultano spesso di difficile attribuzione poiché il suo stile si accosta molto a quello del maestro. Di questo pittore rimangono svariate opere dislocate in alcuni musei italiani, molti lavori eseguiti nelle chiese di Napoli, alcuni nei palazzi nobiliari di Napoli e Torino e infine, rimane un cospicuo numero di opere al complesso del Pio Monte della Misericordia, in quanto donate dall'artista alla sua morte. Il De Mura diviene nel corso del XVIII secolo il pittore più ricercato del Regno di Napoli ricevendo inoltre l'invito ufficiale da parte di Ferdinando IV di Borbone a divenire pittore di corte a Madrid. Tale invito verrà tuttavia declinato da parte del maestro napoletano.

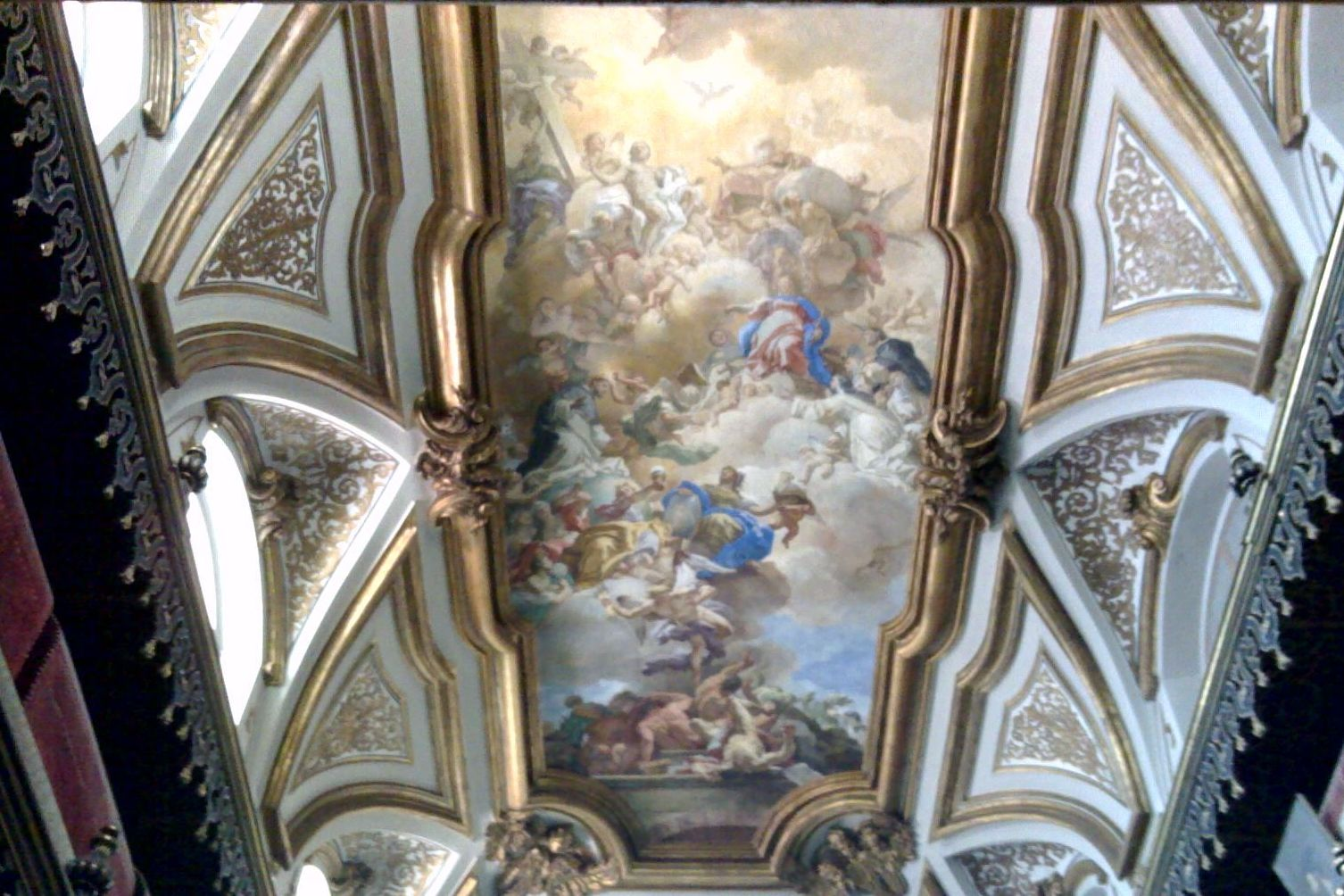
Francesco Solimena, Trionfo della fede sull'eresia ad opera dei Domenicani (1701 - 1707)
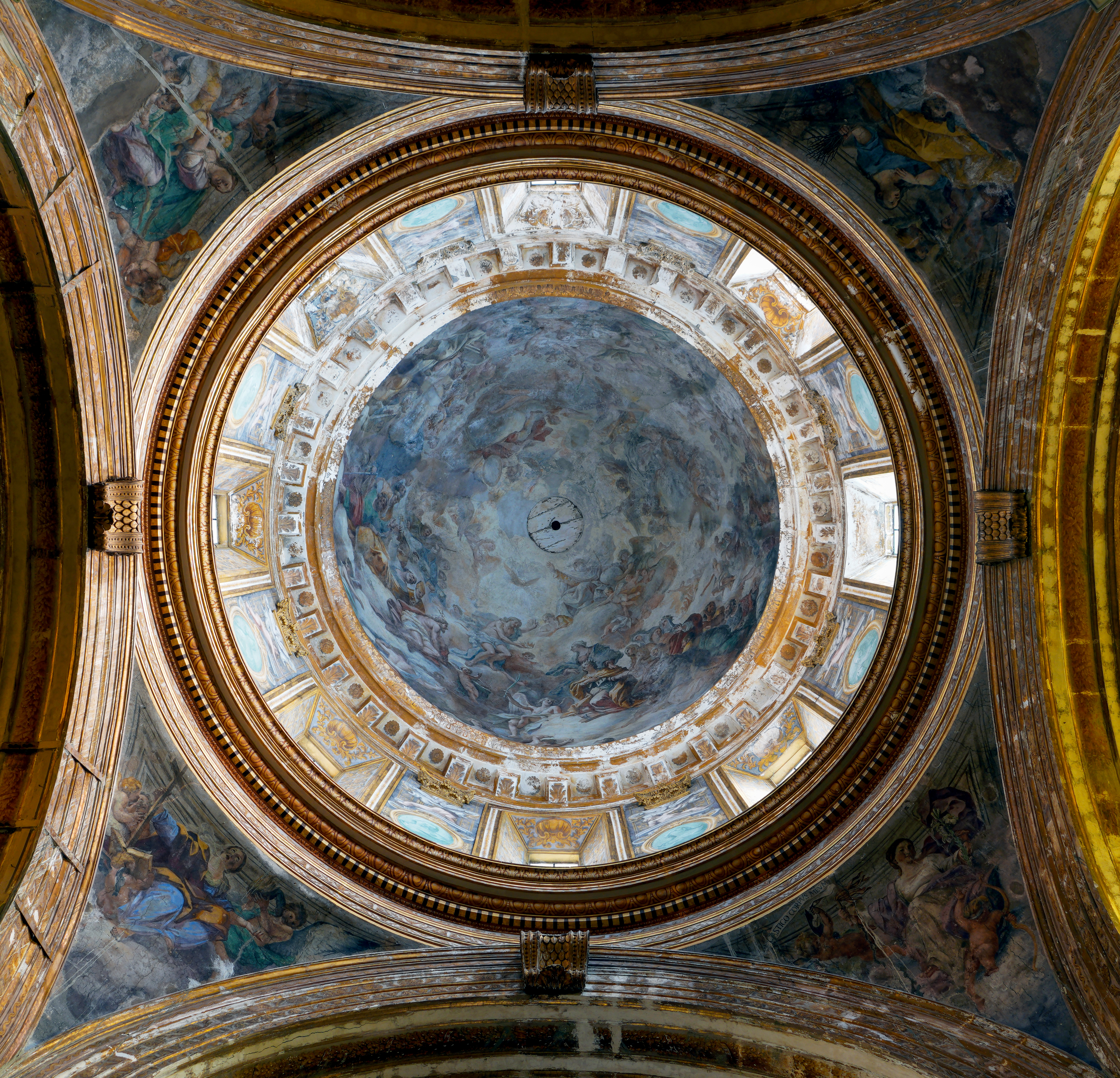
Cupola di Paolo De Matteis a Santa Caterina a Formiello (Napoli)
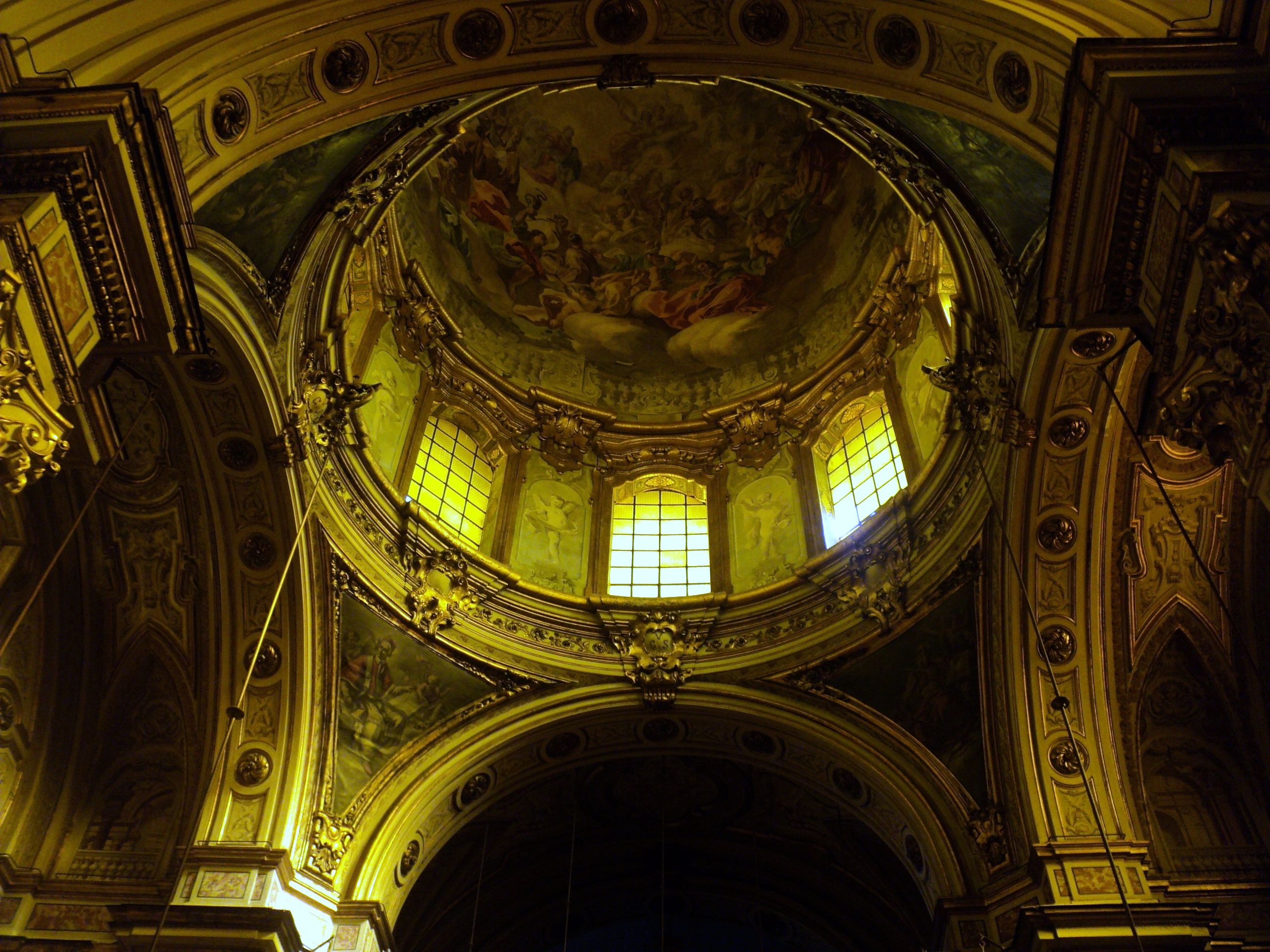
Cupola di Francesco De Mura a San Giuseppe dei Ruffi (Napoli)

Anche Corrado Giaquinto studia a Napoli presso Solimena, ma la sua lezione tardo-barocca viene nel Giaquinto unita alle prime correnti neoclassiche e all'intensità cromatica di Luca Giordano. Anche se la maggior parte e le più importanti delle sue opere sono altrove, Napoli è dunque il centro della formazione di questo artista nato a Molfetta.
Da poco riscoperta grazie a una grande mostra al Castel Sant'Elmo e in Germania è l'opera di Gaspare Traversi, napoletano sulla cui formazione poco si sa ma che forse studia presso Solimena; attraverso i suoi quadri può essere notata la sua attenzione ai modelli del Seicento napoletano (Caracciolo, de Ribera) e quindi indirettamente al Caravaggio, benché nell'ultima parte della sua vita l'ambiente più borghese di Roma lo porta ad aderire ai canoni illuministici.

## Ottocento e la Scuola di Posillipo

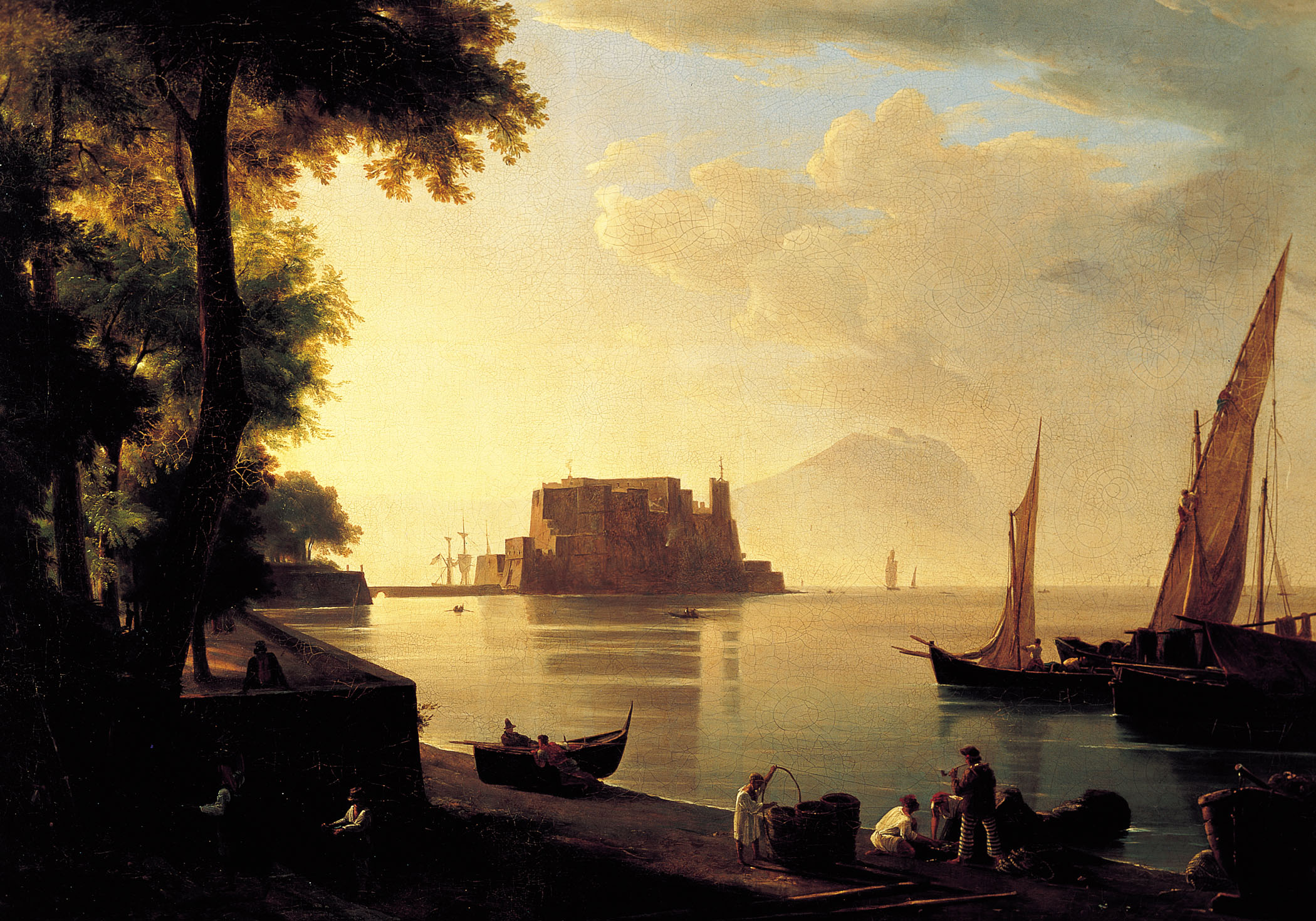
Castel dell'Ovo dalla spiaggia, di Anton Sminck van Pitloo

La pittura napoletana si trasforma completamente nell'Ottocento, abbandonando ogni residuo tardo-barocco o caravaggesco e inserendosi in un più vasto movimento artistico, paesaggistico e in parte romantico, che assume connotati propri con la Scuola di Posillipo tra il 1820 e il 1860.
Questo movimento affonda le sue radici nell'arte paesaggistica seicentesca di Micco Spadaro e del tardo Salvator Rosa, e si fonde con le innovazioni di artisti quali John Constable e William Turner la cui fama viene portata nella capitale del Regno di Napoli dai romantici impegnati nel Grand Tour, il viaggio obbligatorio di ogni artista del tempo nelle grandi città d'arte italiane.
A questo va aggiunto anche il fenomeno dilagante nella pittura di paesaggi (realizzati su fogli e piccole tele da vendere ai turisti giunti a Napoli), immortalando così i paesaggi del Vesuvio, di Pompei, delle costiere campane, delle isole o di altri scorci della città.
A portare alla nascita di una vera corrente pittorica di questo tipo è Anton Sminck van Pitloo, giovane olandese che giunge a Napoli nel 1815, dopo un soggiorno a Parigi a contatto con paesaggisti seguaci di Valenciennes, dove muore nel 1837, lasciandovi una grande eredità. 
Pitloo unisce tutte queste istanze pre-paesaggistiche e "introduce" per primo a Napoli la tecnica della pittura en plein air ("all'aria aperta"), dipingendo in splendidi olii ricchi di luce ed effetti cromatici i paesaggi più classici della città partenopea. Un suo allievo è Jean Grossgasteiger, tirolese di origine, autore di ariosi paesaggi napoletani diurni e di acquarelli in notturno, nei toni del grigio fondo e con rialzi di biacca.
Simile nel soggetto, ma piuttosto difforme nella tecnica, è invece l'arte di Giacinto Gigante, figlio di un altro pittore, Gaetano, che in tarda età abbraccerà anch'egli la Scuola di Posillipo. Dopo aver studiato con Pitloo, Gigante unisce le nuove tecniche acquisite con le sue abilità (era anche tipografo) e crea piccoli quadri - in maggioranza acquerelli - immortalando grandi e suggestivi paesaggi (Amalfi, Capri, Caserta, il Vesuvio) con un taglio quasi fotografico, come anche sulla stessa linea tra vedutista e fotografo della natura e delle tradizioni popolari Pasquale Mattej (poliedrico artista) si distinse per i grandi quadri eseguiti per Ferdinando II e Pio IX.
La Scuola di Posillipo vanta molti artisti: Achille Vianelli, Gabriele Smargiassi, Teodoro Duclère, Frans Vervloet, Raffaele Carelli, Gonsalvo Carelli, Gabriele Carelli, Ercole Gigante, Pasquale Mattej, Vincenzo Franceschini, Beniamino De Francesco, Salvatore Fergola. Oltre ai seguaci di Giacinto Gigante e i minori: Vincenzo Abbati, Salvatore Candido, Achille Carelli, Achille Carrillo, Giuseppe Castiglione, Pasquale De Luca, Augusto Dun, Alessandro Fergola, Francesco Fergola, Francesco Fergola junior, Luigi Fergola, Leopoldo Galluzzi, Achille Gigante, Emilia Gigante, Guglielmo Giusti, Giovanni Giordano Lanza, Alessandro La Volpe, Giacomo Micheroux, Antonio Papandrea, Claudio Von Pitloo, Gustavo Witting, Teodoro Guglielmo Witting, Antonio Zezon.
Alla Scuola di Posillipo vi furono anche degli artisti collaterali, che ripresero in parte le tematiche espressive e cromatiche come: Cesare Uva, Giovanni Cobianchi, Giuseppe Cobianchi, Federico Cortese, Giuseppe Laezza, Giovanni Serritelli, Raimondo Scoppa, Achille Solari e molti altri artisti minori attivi a Napoli della prima metà del Diciannovesimo secolo.
Esaurisce completamente il suo corso verso il 1865, lasciando brillare altre personalità slegate da questa corrente quali tra tutti Domenico Morelli, che operò completamente nell'Accademia di Belle Arti (come studente, docente, direttore e presidente) e la cui arte fonde verismo a tardo-romanticismo a modelli neoseicenteschi; tra gli altri, da citare Pasquale Di Criscito, allievo del Morelli, di cui è possibile ammirare il sipario di scena del teatro Bellini e soprattutto il soffitto del teatro Giuseppe Verdi di Salerno. Importante fu anche Giacomo Di Chirico, di origini lucane, le cui opere, inizialmente ritraenti soggetti storici, divennero poi rappresentazioni folkloristiche della sua regione, che riscossero un grande successo all'estero (in particolare in Francia).

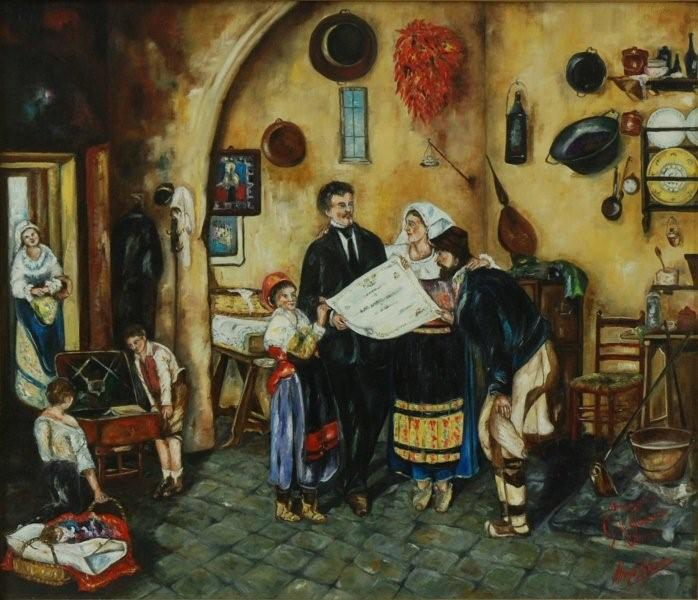
Il laureato, di Giacomo Di Chirico

Tra i suoi meriti, Di Chirico ricevette la croce di “Cavaliere d'Italia” dal re Vittorio Emanuele II.

## Tra la fine dell'Ottocento e l'inizio del Novecento
La pittura napoletana di questo periodo riprende le esperienze dalla Scuola di Posillipo, dell'Impressionismo e del Post-impressionismo francese, con artisti molto valenti fra cui si ricordano: Raffaele Armenise, Carlo Brancaccio, Vincenzo Caprile, Giuseppe Carelli, Clementina Carrelli, Angela Carugati, Giuseppe Casciaro, Arnaldo De Lisio, Vincenzo Gemito, Vincenzo Irolli, Antonio Mancini, Vincenzo Migliaro, Salvatore Petruolo, Salvatore Postiglione, Attilio Pratella, Raffaele Ragione, Oscar Ricciardi, Rubens Santoro, Pietro Scoppetta, Raffaele Tafuri, Giovanni Battista, Amelia Tessitore Gelanzè, Vincenzo Volpe, ecc.

## Novecento: dalla secessione napoletana alla Transavanguardia
La pittura napoletana di inizio Novecento è caratterizzata dai movimenti europei della Secessione dove vede Eugenio Viti e Edgardo Curcio veri protagonisti mentre Luigi Crisconio è la naturale evoluzione della Scuola di Resina. Sono di questi anni altri movimenti artistici napoletani come il “Gruppo Flegreo” che intendeva rivitalizzare la tradizione pittorica meridionale, il “Gruppo degli Ostinati”, più vicino alle esperienze artistiche del Movimento Novecento (di Margherita Sarfatti) o i pittori del “Quartiere latino”, accomunati da uno stile di vita e artistico bohémien fondato da Giuseppe Uva. Contemporanei al movimento di Valori Plastici e del ritorno all'ordine presenti alle Biennali di Venezia e alle Quadriennali di Roma operano Giovanni Brancaccio, Alberto Chiancone, Carlo Striccoli, Emilio Notte, Carlo Verdecchia, Vincenzo Ciardo, Guido Casciaro, Gennaro Villani. Nella scultura Saverio Gatto, Giovanni Tizzano, Francesco Jerace, Giuseppe Renda, Carlo De Veroli, Francesco Parente. Un'influenza delle esperienze precedenti e soprattutto dalla Scuola di Posillipo, limitandosi però talora a un vedutismo locale e a un pittoricismo di facile fruizione, operano Carmine Adamo, Antonio Asturi, Vincenzo Aprile, Gaetano Bocchetti, Antonio Bresciani, Ezelino Briante, Leon Giuseppe Buono, Rubens Capaldo, Roberto Carignani, Nicolas De Corsi, Giovanni De Martino, Francesco De Nicola, Antonio De Val, Francesco Di Marino, Edmondo Di Napoli, Salvatore Federico, Francesco Galante, Saverio Gatto, Umberto Giani, Felice Giordano, Nicola Iuppariello, Antonio Madonna, Ermogene Miraglia, Giovanni Panza, Luca Postiglione, Paolo Pratella, Francesco Paolo Prisciandaro, Eugenio Scorzelli, Gaetano Spagnuolo, Amerigo Tamburrini, Clemente Tafuri, Attilio Toro, Mario Cortiello.

### Futurismo napoletano
Sempre a inizio secolo anche Napoli subisce il fascino del futurismo, soprattutto con Emilio Notte e Francesco Cangiullo, oltre ai circumvisionisti di Carlo Cocchia, Guglielmo Peirce e Luigi Pepe Diaz.

### La Transavanguardia campana
È però il critico napoletano Achille Bonito Oliva, teorico della “Transavanguardia” a ridare, più di ogni altro, energia e respiro internazionale alla pittura napoletana e campana. La Transavanguardia, con caratteristiche peculiari in ogni artista, recupera la tradizione pittorica e il genius loci, superando il concettualismo dei movimenti artistici del Novecento. Ben tre dei “magnifici cinque” della Transavanguardia sono campani: Mimmo Paladino, Nicola De Maria e Francesco Clemente.

## Pittori di scuola napoletana (lista non esaustiva)
Questa lista è suscettibile di variazioni e potrebbe essere incompleta o non aggiornata.

A
- Gennaro Abbagnara (1845-1914)
- Gennaro Abbate (documentato nel XVIII secolo)
- Giuseppe Abbati (1836-1868)
- Vincenzo Abbati (1803-1866)
- Carmine Adamo (1919-2012)
- Martino Altomonte (1657-1745)
- Carlo Amalfi (1707-1787)
- Camillo Amati (1847-1889)
- Ferrante Amendola (1664-1724)
- Giovanni Antonio Amato (1475-1555)
- Domenico Ammirato (1833-1892 circa)
- Giuseppe Aprea (1876-1946)
- Vincenzo Aprile (1952-)
- Raffaele Armenise (1852-1925)
- Nicola Ascione (1870-1957)
- Andrea dell'Asta (1673-1721)
- Francesco Autoriello (1824-1894)
- Onofrio Avellino (1674-1741)

B
- Arturo Bacio Terracina (1882-1958)
- Filippo Balbi (1806-1890)
- Pietro Bardellino (1732-1806)
- Adolfo Carlo Barone (1861-1936)
- Domenico Battaglia (1842-1921)
- Giuseppe Bellisario (1821-1896)
- Agostino Beltrano (1607-1656)
- Andrea Belvedere
- Antonio Berté (1936-2009)
- Nicola Biondi (1866-1929)
- Gaetano Bocchetti (1888-1990)
- Giuseppe Boschetto (1841-1918)
- Gennaro Bottiglieri (1899-1965)
- Vincenzo Giovanni Bova (1750-1816)
- Carlo Brancaccio (1861-1920)
- Giovanni Brancaccio (1903-1975)
- Domenico Brandi (1684-1736)
- Gaetano Brandi
- Antonio Bresciani (1902-1998)
- Ezelino Briante (1901-1971)
- Vincenzo Bruzzese (1883-1950)
- Giuseppe Bonito (1707-1789)
- Silvestro Buono (documentato nella seconda metà del XVI secolo)
- Michelangelo Buonocore (documentato nel XVIII secolo)

C
- Nicola Cacciapuoti (documentato nel XVIII secolo)
- Giovanni Battista Calò (1832-1895)
- Michele Cammarano (1835-1920)
- Salvatore Candido
- Francesco Cangiullo (1884-1977)
- Vincenzo Canino (1892-1978)
- Rubens Capaldo (1908-1997)
- Pasquale Cappelli (1866-?)
- Vincenzo Caprile (1856-1936)
- Francesco Capuano (1854-1908)
- Battistello Caracciolo (1578-1635)
- Ottorino Caracciolo (1855-1880)
- Achille Carelli (1852-1921)
- Consalvo Carelli (1818-1900)
- Gabriele Carelli (1820-1900)
- Giuseppe Carelli (1858-1921)
- Raffaele Carelli (1795-1864)
- Roberto Carignani (1894-1975)
- Achille Carrillo (1818-1880)
- Giuseppe Casciaro (1863-1941)
- Guido Casciaro (1900-1963)
- Giuseppe Castellano (1655 circa-1725)
- Bernardo Cavallino (1616-1656)
- Giuseppe Cavaretta (1830-1891)
- Francesco Celebrano (1729-1814)
- Bernardo Celentano (1835-1863)
- Tommaso Celentano (1856-1920)
- Girolamo Cenatiempo
- Jacopo Cestaro (1718-1785)
- Giuseppe Chiarolanza (1864-1920)
- Santolo Cirillo (1689-1755)
- Francesco Clemente (1952-)
- Leonardo Coccorante (1680-1750)
- Colantonio
- Vincenzo Colucci (1898-1970)
- Carlo Coppola (documentato nel XVII secolo)
- Francesco Coppola Castaldo (1847-1916)
- Federico Cortese (1829-1913)
- Mario Cortiello (1907-1981)
- Giuseppe Costa (1852-1912)
- Salvatore Cozzolino
- Luigi Crisconio (1893-1946)
- Edgardo Curcio (1884-1923)
- Francesco Curia (1538-1608)
- Michele Curia (documentato nel XVI secolo)

D
- Gaetano D'Agostino (1837-1914)
- Giovanni Antonio D'Amato il Giovane
- Vincenzo D'Angelo (1906-1984)
- Raffaele D'Auria (1799-1859)
- Alessio D'Elia (documentato nel XVIII secolo)
- Antonio D'Urso (1934-2015)
- Eduardo Dalbono (1841-1915)
- Saverio dell'Abbadessa (1827-1882 circa)[29]
- Paolo De Albertis (1770-1844)
- Antonio De Bellis (documentato nel XVII secolo)
- Baldassarre De Caro (1689-1750)
- Lorenzo De Caro (1719-1777)
- Carlo De Falco (1798-1882)
- Filippo De Falco (1852-1926)
- Lorenzo De Francesco (1830-?)
- Marco De Gregorio (1829-1876)
- Melchiorre De Gregorio
- Salvatore De Gregorio (1859-1928)
- Andrea De Lione (1610-1685)
- Onofrio De Lione (1608-1656)
- Saverio della Gatta (1758-1828)
- Francesco De Lorenzo (1830-1916 circa)
- Ludovico De Majo (1695-?)
- Paolo De Majo (1703-1784)
- Paolo De Matteis (1662-1728)
- Francesco De Mura (1696-1782)
- Giuseppe De Nittis (1846-1884)
- Pacecco De Rosa (1607-1656)
- Giuseppe De Sanctis (1858-1924)
- Armando De Stefano (1926-2021)
- Giuseppe De Vivo (attivo nella prima metà del XVIII secolo)
- Tommaso De Vivo (1790 circa-1884)
- Lucio Del Pezzo (1933-)
- Giovanni Del Re (1829-1915)
- Giuseppe Dello Russo (1857-1920)
- Giacinto Diano (1731-1803)
- Giacomo di Castro (1597-1687)
- Pasquale Di Criscito (1830-1909)
- Paolo Di Falco (1674-?)
- Francesco Di Maria (1623-1690)
- Annella di Massimo (1603-1643)
- Edmondo Di Napoli (1938-2016)
- Carmine Ruggiero (1934-)
- Alfonso Di Spigna (1697-1785)
- Teodoro Duclère (1812-1869)

E
- Lello Esposito (1957-)

F
- Giuseppe Fabozzi (1845-1934)
- Nicola Fabricatore (1888-1962)
- Giuseppe Fagnani (1819-1873)
- Filippo Falciatore (documentato tra il 1718 e il 1768)
- Aniello Falcone (1607-1665)
- Giacomo Farelli (1629-1706)
- Bernardino Fera (1667-1714)
- Alessandro Fergola (1812-1864)
- Luigi Fergola (1768-1835)
- Salvatore Fergola (1896-1974)
- Francesco Filosa (1910-1990)
- Giovanni Battista Filosa (1850-1935)
- Paolo Finoglio (1590 circa-1645)
- Alessandro Fischetti
- Fedele Fischetti (1732-1792)
- Odoardo Fischetti (1777?-1824)
- Michele Foggia (documentato nella prima metà dell'Ottocento)[30]
- Achille Formis (1830-1906)
- Luca Forte (1600 circa-1675 circa)
- Cesare Fracanzano (1605-1651)
- Francesco Fracanzano (1612-1656)
- Vincenzo Franceschini
- Luigi Franciosa (1886-1946)
- Orazio Frezza (documentato nel XVII secolo)
- Antonio Fumo (documentato tra i secoli XVII e XVIII)
- Giuseppe Funaro (documentato nel XVIII secolo)

G
- Enrico Gaeta (1840-1887)
- Mario Galanti (1923-1998)
- Edoardo Gallì (1852-?)
- Vincenzo Galloppi (1849-1942)
- Crescenzo Gamba (documentato tra il 1749 e il 1783)
- Francesco Giametta (1898-1974)
- Gennaro Giametta (1867-1938)
- Girolamo Gianni (1837-1896)
- Corrado Giaquinto (1703-1765)
- Ercole Gigante (1815-1860)
- Emilia Gigante (1809-1839)
- Gaetano Gigante (1770-1840)
- Giacinto Gigante (1806-1876)
- Edoardo Giordano (1904-1974)
- Felice Giordano (1880-1964)
- Luca Giordano (1634-1705)
- Giovanni Giordano Lanza (1827-1889)
- Alfredo Girosi (1860-1922)
- Franco Girosi (1896-1987)
- Giovanni Girosi (1818-1892)
- Gustavo Girosi
- Guglielmo Giusti (1824-1915 circa)
- Salvatore Giusti (1773 circa-1851)
- Ezechiele Guardascione (1875-1948)
- Francesco Guarini (1611-1651)
- Domenico Guarino (1683-1750)
- Camillo Guerra (1797-1874)
- Gennaro Guglielmi (1804-1887)

H
I
- Girolamo Imparato (1549-1607)
- Raffaele Iodice
- Nicola Iuppariello (1917-1997)
- Vincenzo Irolli (1860-1949)

J
- Achille Jovane (documentato nel XIX secolo)

L
- Vincenzo La Bella (1872-1954)
- Gioacchino La Pira (documentato nel XIX secolo)
- Giovanni Battista Lama (1673-1748)
- Giovanni Bernardo Lama (1508-1579)
- Pompeo Landulfo (1567-1627)
- Romolo Leone (1895-1948)
- Enrico Lionne (1865-1921)
- Raffaele Lippi (1911-1982)
- Gaspare Lopez (1677-1732)
- Onofrio Loth (1665-1717)

M
- Eugenio Magno (1944-)
- Federico Maldarelli (1826-1893)
- Gennaro Maldarelli (1798 circa-1858)
- Giuseppe Maldarelli
- Andrea Malinconico (1635-1698)
- Carlo Malinconico (1705-?)
- Nicola Malinconico (1663-1726)
- Oronzo Malinconico (1661-1709)
- Pietro Malinconico (documentato nel XVIII secolo)
- Giuseppe Mancinelli (1813-1875)
- Gustavo Mancinelli (1842-1906)
- Francesco Mancini (1830-1905)
- Mario Maresca Serra (1912-1991)
- Filippo Marsigli (1790-1863)
- Eduardo de Martino (1838-1912)
- Gaetano Martoriello (1673-1723)
- Giuseppe Marullo (1610 circa-1685)
- Ugo Mascolo
- Annella di Massimo (1602-1643)
- Giuseppe Mastroleo (1676-1744)
- Edoardo Matania (1847-1929)
- Fortunino Matania (1881-1963)
- Ugo Matania (1888-1979)
- Marco Mele
- Vincenzo Migliaro (1858-1938)
- Antonio Milone (1834-?)
- Camillo Miola (1840-1919)
- Ermogene Miraglia (1907-1964)
- Emanuele Mollica (1820-1877)
- Salvatore Mollo (documentato nel XVIII secolo)
- Domenico Mondo (1723-1806)
- Edoardo Monteforte (1849-1933)
- Domenico Morelli (1823-1901)
- Gaetano Mormile (1839-1890)
- Angelo Mozzillo (1736- 1806 circa)
- Raffaele Armando Califano Mundo (1857-1930)

N
- Gustavo Nacciarone (1833-1929)
- Francesco Nagar (1861-1931)
- Guglielmo Navorelli (1865-1916)
- Gennaro Napoli (1881-1943)
- Antonio Nunziante (1956-)

O
- Francesco Oliva (1807-1861)

P
- Salvatore Pace (1679-1733)
- Michele Pagano (1697-?)
- Teresa Palomba (attiva nel XVIII secolo)
- Onofrio Palumbo (XVII secolo)
- Giovanni Panza (1894-1989)
- Carlo Passarelli (1860-?)
- Renato Passaro (1910-1970)
- Francesco Peluso (1836-1916 circa)
- Saverio Persico (documentato nel XVIII secolo)
- Gianni Pisani (1935-2022)
- Gustavo Pisani (1877-1948)
- Giuseppe Piscopo (documentato nel XVII secolo)
- Ulrico Pistilli (1858-1950)
- Pasquale Pontecorvo (1833-?)
- Giovanni Ponticelli (1820-1881)
- Paolo Porpora (1617-1673)
- Luca Postiglione (1876-1936)
- Luigi Postiglione (1812-1881)
- Raffaele Postiglione (1818-1897)
- Salvatore Postiglione (1861-1909)
- Umberto Prencipe (1879-1962)
- Ciro Punzo (1850-1925)

Q
R
- Raffaele Ragione (1851-1925)
- Elviro Raimondi (1867-1920)
- Tommaso Realfonso (1677-1743)
- Elena Recco (1654-1715 circa)
- Gaetano Recco (attivo nella seconda metà del XVII secolo)
- Giacomo Recco (1603-1653)
- Giovan Battista Recco (1615-1660)
- Giuseppe Recco (1634-1695)
- Giovanni Ricca (1603-?)
- Gaetano Ricchizzi (1879-1950)
- Gabriele Ricciardelli (?-1780)
- Oscar Ricciardi (1864-1935)
- Jusepe de Ribera (1591-1652)
- Mario Ridola (1890-1973)
- Luigi Rocco (1806-1862)
- Salvator Rosa (1615-1673)
- Federico Rossano (1835-1912)
- Enrico Rossi (1856-1916)
- Giovanni Battista Rossi (1730-1782)
- Nicola Maria Rossi (1690-1758)
- Nunzio Rossi (1626-1651)
- Gennaro Ruo (1812-1884)
- Giovan Battista Ruoppolo (1629-1693)
- Francesco Maria Russo
- Nicola Russo (1647-1702)
- Leopoldo Russo Galeota (1868-1938)

S
- Francesco Sagliano (1827-1890)
- Giovanni Salomone (1806-1877)
- Ferdinando Sanfelice (1675-1748)
- Santillo Sannino (documentato nel XVII secolo)
- Fabrizio Santafede (1555 circa-1626)
- Antonio Sarnelli (1712-1800)
- Gennaro Sarnelli (1707-1731)
- Giovanni Sarnelli (1714-1793)
- Vincenzo Scala (?-1898)
- Evangelista Schiano (documentato nel XVIII secolo)
- Michelangelo Schilles (documentato nel XVIII secolo)
- Pietro Scoppetta (1863-1920)
- Carlo Sellitto (1581-1614)
- Vincenzo Serino (1876-1945)
- Giovanni Serritelli (1809-1874)
- Vincenzo Severino (1859-1926)
- Giuseppe Simonelli (1650-1710)
- Alfonso Simonetti (1840-1892)
- Raimondo Simonetti (documentato nel XIX secolo)
- Carlo Siviero (1882-1953)
- Francesco Solimena (1657-1747)
- Orazio Solimena (1690-1789)
- Vincenzo Sorrentino (1956-?)
- Micco Spadaro (?-1675)
- Gaetano Spagnuolo (1882-1964)
- Maria Spanò (1843-?)
- Raffaele Spanò (1817-1863)
- Domenico Spinosa (1916-2007)
- Luigi Stabile (1822-1891 circa)
- Massimo Stanzione (1585-1656)
- Girolamo Starace-Franchis (1730 circa-1794)
- Gianni Strino (1953-)

T
- Luigi Taglialatela (1885-1963)
- Amerigo Tamburrini (1891-1966)
- Luigi Tammaro (1873-1931)
- Raffaello Tancredi (1837-?)
- Guido Tatafiore (1919-1990)
- Fulvio Tessitore (1870-1933)
- Edoardo Tofano (1838-1920)
- Giuseppe Tomajoli (documentato nel XVIII secolo)
- Attilio Toro (1892-1982)
- Carmine Toro (1861-1911)
- Benedetto Torre (documentato nel XVIII secolo)
- Gaspare Traversi (1722-1770)

U
- Giuseppe Uva (1874-1937)

V
- Andrea Vaccaro (1604-1670)
- Domenico Antonio Vaccaro (1678-1745)
- Lorenzo Vaccaro (1655-1706)
- Nicola Vaccaro (1640-1709)
- Giambattista Vela (1707-1800)
- Achille Vertunni (1826-1897)
- Paolo Vetri (1855-1937)
- Gennaro Villani (1885-1948)
- Domenico Viola (1610-1696)
- Nicola Viso (documentato nel XVIII secolo)
- Filippo Vitale (1585 circa-1650)
- Eugenio Viti (1881-1952)
- Pasquale Vitiello (1912-1962)
- Geppino Volpe (1900-1979)
- Vincenzo Volpe (1855-1929)
- Pasquale Vuotto (1958-)

Z